# برنبروک
برنبروک (به آلمانی: Berenbrock) یک منطقهٔ مسکونی در آلمان است که در Calvörde واقع شده‌است. برنبروک ۲۸۴ نفر جمعیت دارد.